# Stanley Baldwin
Stanley Baldwin, 1.º Conde Baldwin de Bewdley KG PC (Bewdley, 3 de agosto de 1867 — Stourport-on-Severn, 14 de dezembro de 1947) foi um político britânico, por três vezes primeiro-ministro do Reino Unido pelo Partido Conservador.

## Biografia
Nascido em Lower Park House, Lower Park, Bewdley em Worcestershire, Baldwin foi educado na Harrow School e Trinity College, Universidade de Cambridge, e depois de receber seu título em história, se dedicou ao negócio familiar. Casou-se em 12 de setembro de 1892, com Lucy Ridsdale. Quando jovem, serviu como segundo-tenente em artilharia do exército britânico.
Provou ser perito no negócio da família, na manufatura do ferro, e adquiriu grande reputação como industrial, modernizando sua indústria. Mais tarde, herdaria £ 200 000 e um cargo de diretor da estrada de ferro de Great Western, por ocasião da morte dos pais em 1908.
Em 1906, sucedeu a seu pai, Alfred Baldwin, como deputado do distrito de Bewdley. Durante a Primeira Guerra Mundial, assumiu o cargo de Secretário Parlamentar Particular do líder conservador Andrew Bonar Law.
A partir de 1917, buscou doações para pagar a dívida de guerra do Reino Unido, inclusive escrevendo no The Times sob o pseudônimo de 'FST'. Pessoalmente, doou uma quinta parte de sua pequena fortuna. Em 1921, foi promovido ao Gabinete, sendo ministro do comércio do governo de David Lloyd George.
Em 1922, aumentou o descontentamento dentro do Partido Conservador, com a coalizão com o Partido Liberal, que dava sustentação a David Lloyd George. O líder conservador Andrew Bonar Law se viu obrigado a buscar novos ministros, e nomeou Baldwin Chancellor of the Exchequer (Ministro da Fazenda britânico). Nas eleições de novembro de 1922, os conservadores ganharam a maioria.

## Primeiro-ministro

### Primeiro mandato
Em maio de 1923, Bonar Law foi diagnosticado com um câncer terminal e se retirou da vida pública. O rei Jorge V nomeia, como primeiro-ministro a Baldwin, ao invés do aristocrático líder conservador George Nathaniel Curzon, membro da Câmara dos Lordes. A princípio, manteve seu cargo de Chanceler do Tesouro, até que nomeou para o cargo Neville Chamberlain.
Os conservadores tinham uma clara maioria na Câmara dos Comuns e puderam governar durante cinco anos sem convocar novas eleições, mas Baldwin se sentia comprometido com a decisão de Bonar Law de não introduzir novas tarifas sem novas eleições. Com o país fazendo frente ao crescente desemprego, Baldwin decidiu convocar eleições em 1923, buscando um mandato que lhe permitiria introduzir tarifas protecionistas para enfrentar a situação. Nas eleições, mantiveram a maioria na Câmara dos Comuns, entretanto, o pacote de tarifas, principal assunto político, não logrou êxito. Permaneceu como primeiro-ministro até a sessão de abertura do novo parlamento em janeiro de 1924, momento no qual o governo foi derrotado numa moção de confiança. Imediatamente, demitiu-se.

### Segundo mandato
O governo de Ramsay MacDonald não foi mais estável e foram convocadas eleições para 1924, em que os Conservadores conseguiram grande maioria, principalmente às custas do declínio liberal e das confusões trabalhistas. A pedido de Baldwin, William Douglas Weir, dirigiu um comitê para 'revisar o problema nacional da energia elétrica'. Publicou suas conclusões em 14 de maio de 1925, em que Weir recomendava o estabelecimento da Central Electricity Board, um monopólio estatal. Baldwin aceitou e se transformou em lei em 1926. Foi um êxito.
Formaram este gabinete vários políticos ligados a David Lloyd George, como Austen Chamberlain (como Ministro do Exterior), Lord Birkenhead (Secretário para a Índia) e Arthur Balfour (Lorde Presidente depois de 1925), além do ex-liberal Winston Churchill, nomeado como Chanceler do Tesouro.
Durante este mandato ocorreu a greve geral de 1926, uma tentativa mal sucedida de forçar o governo a agir para impedir a redução de salário e as condições de trabalho para mineiros de carvão.

### Terceiro mandato
Em 1931, Baldwin e os Conservadores entrarão em coalizão com o primeiro-ministro trabalhista Ramsay MacDonald. Esta decisão terminou com a expulsão de MacDonald de seu próprio partido, e Baldwin, como Lorde Presidente do Conselho, se converteu de facto no primeiro-ministro, no lugar de um já senil MacDonald, até ser nomeado de novo, oficialmente, em 1935. Seu governo assegurou com grande dificuldade a aprovação da Government of India Act (Lei de Governo da Índia (1935)).
Baldwin começou um programa de rearmamento e reorganização e expandiu a RAF, apesar da oposição dos trabalhistas. Durante seu terceiro mandato (1935-1937), a situação política na Europa era cada vez pior, e sua política exterior foi objeto de graves críticas, também teve que enfrentar a abdicação de Eduardo VIII. Depois de resolver com êxito a abdicação, pode retirar-se pouco depois da coroação do novo rei Jorge VI e foi nomeado Conde Baldwin of Bewdley.

#### Segunda Guerra Mundial
Pacifista, foi co-responsabilizado, junto com Ramsay MacDonald e Neville Chamberlain, pelo fracasso inicial da Inglaterra em se defender durante a Segunda Guerra Mundial, nesta época sendo consultado por Churchill apenas uma única vez. Também foi criticado por não ter participado efetivamente com sua metalúrgica do esforço de guerra.

## Últimos dias
Sua última aparição pública foi em 1947, por ocasião da inauguração da estátua de Jorge V. Já surdo e com problemas de locomoção, apresentava dificuldades em reconhecer as pessoas.
Baldwin era primo do escritor e jornalista Rudyard Kipling, e sobrinho do pintor Edward Burne-Jones. Seu filho, Oliver Baldwin, foi um deputado trabalhista. Além disso, foi o último primeiro-ministro britânico a ter estudado em Cambridge.